# Argema mimosae
Argema mimosae är en fjärilsart som beskrevs av Jean Baptiste Boisduval 1847. Argema mimosae ingår i släktet Argema och familjen påfågelsspinnare. Inga underarter finns listade i Catalogue of Life.

## Bildgalleri

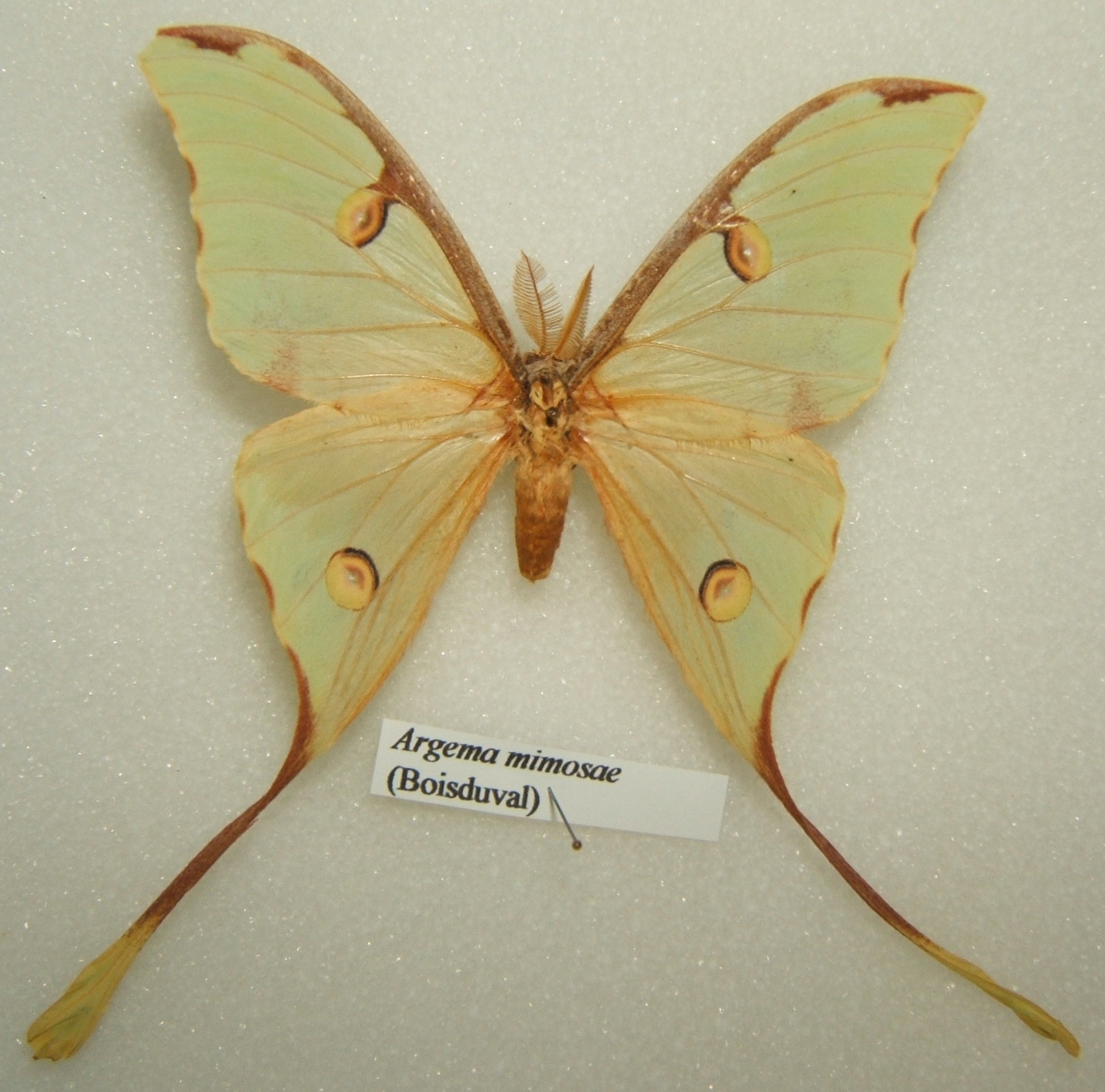